# Élections communales valdôtaines de 2015
Les élections communales valdôtaines se sont déroulées le 10 mai 2015.
99 649 électeurs inscrits étaient appelés aux urnes pour renouveler les Conseils communaux des 68 communes valdôtaines. Il y a 142 bureaux de vote, ouverts de 7 heures à 23 heures.

## Mode de scrutin
En Vallée d'Aoste, les élections communales sont régies par la loi régionale du 9 février 1995, récemment modifiée par la loi régionale du 19 janvier 2015. Dans les communes où la population est inférieure à 1 000 habitants, le corps électoral élit, au suffrage universel direct avec un système majoritaire, 11 conseillers communaux. Dans les communes où la population est supérieure à 1 000 habitants, le nombre de conseillers varie de 13 à 27, en fonction de la population de la Commune. Le Syndic et le Vice-Syndic sont élus directement.

## À Aoste

### Contexte
Le syndic sortant, Bruno Giordano, ne se représente pas.
Dans la commune d'Aoste sont proclamés élus à la charge de Syndic et de Vice-Syndic, les candidats qui ont obtenu la majorité absolue des votes valides, tandis que la ou les listes qui leur sont liées obtiennent les 2/3 des sièges à assigner. Dans le cas où aucun candidat n'aurait atteint ce seuil, on procède à un second tour de ballotage le dimanche suivant le premier tour, entre les deux candidats qui ont obtenu le plus grand nombre de voix. Il y a 27 sièges de Conseillers communaux en jeu.

### Listes en présence
Le scrutin présente un grand favori, le candidat du Pd, Fulvio Centoz, 40 ans, renzien de la première heure, secrétaire régional du Pd, fonctionnaire régional ex syndic de Rhêmes-Notre-Dame, petite commune du Grand Paradis d'à peine plus de cent habitants. Centoz mène une coalition inédite avec l'Union valdôtaine, Stella alpina et la liste Creare Vda. La Ligue et la liste civique Aosta nel cuore soutiennent la candidature de Nicoletta Spelgatti. Suivent le Mouvement 5 étoiles avec Luca Lotto comme candidat syndic, puis deux partis autonomistes : ALPE, écologiste de gauche, mené par Loris Sartore, et l'UVP qui soutient Étienne Andrione. L'autre Vallée d'Aoste, dans la lignée de L'autre Europe avec Tsipras, avec Carole Carpinello, candidate syndic, et enfin la liste civique Populaires pour Aoste, appuyée par Forza Italia et le Ncd, qui voit Luca Lattanzi comme candidat au poste de premier citoyen.

### Résultats
Avec 54,18 % des voix, la coalition (PD, UV, Stella alpina, Creare Vda) menée par Fulvio Centoz et Antonella Marcoz arrive en tête. Elle est suivie par la liste de ALPE, menée par Loris Sartore, qui fait 12,70 %.
| Candidats et listes           | Voix   | %     | Siègs |
| ----------------------------- | ------ | ----- | ----- |
| Fulvio Centoz                 | 8.935  | 54,18 | -     |
| UV                            | 3.921  | 24,18 | 8     |
| Stella alpina                 | 2.343  | 14,45 | 5     |
| Parti démocrate               | 1.870  | 11,53 | 4     |
| Creare Vda                    | 648    | 4,00  | 1     |
| Loris Sartore                 | 2.094  | 12,70 | -     |
| ALPE                          | 2.094  | 12,91 | 3     |
| Nicoletta Spelgatti           | 1.719  | 10,42 | -     |
| Ligue du Nord                 | 1.370  | 8,45  | 2     |
| Aosta nel Cuore Liste civique | 226    | 1,39  | -     |
| Luca Lotto                    | 1.577  | 9,56  | -     |
| Mouvement 5 étoiles           | 1.577  | 9,73  | 2     |
| Étienne Andrione              | 1.141  | 6,92  | -     |
| UVP                           | 1.141  | 7,04  | 1     |
| Carola Carpinello             | 608    | 3,69  | -     |
| L'autre Vallée d'Aoste        | 608    | 3,75  | 1     |
| Luca Lattanzi                 | 417    | 2,53  | -     |
| Populaires pour Aoste         | 417    | 2,57  | -     |
| Total pour les listes         |        |       |       |
| TOTAL                         | 28.651 |       |       |

 Sources : ELEZIONI COMUNALI 10 MAGGIO 2015 ÉLECTIONS COMMUNALES 10 MAI 2015

## Syndics sortants et syndics élus
| Commune                | Population | Syndic sortant        | Parti | Parti | Syndic élu | Parti | Parti |
| ---------------------- | ---------- | --------------------- | ----- | ----- | ---------- | ----- | ----- |
| Allein                 | 248        | Erik Patrocle         |       |       |            |       |       |
| Antey-Saint-André      | 626        | Roberto Bruno         |       |       |            |       |       |
| Aoste                  | 35 031     | Bruno Giordano        |       | UV    |            |       |       |
| Arvier                 | 898        | Mauro Lucianaz        |       | UV    |            |       |       |
| Avise                  | 340        | Maria Lyabel          |       |       |            |       |       |
| Aymavilles             | 2 065      | Luciano Saraillon     |       |       |            |       |       |
| Bard                   | 132        | César Bottan          |       |       |            |       |       |
| Bionaz                 | 234        | Armand Chentre        |       |       |            |       |       |
| Brissogne              | 983        | Bruno Ménabréaz       |       |       |            |       |       |
| Brusson                | 852        | Giulio Grosjacques    |       |       |            |       |       |
| Challand-Saint-Anselme | 756        | Richard Perret        |       |       |            |       |       |
| Challand-Saint-Victor  | 611        | Gabriella Minuzzo     |       |       |            |       |       |
| Chambave               | 939        | Elio Chatrian         |       |       |            |       |       |
| Chamois                | 94         | Reno Ducly            |       |       |            |       |       |
| Champdepraz            | 702        | Louis Berger          |       |       |            |       |       |
| Champorcher            | 398        | Mauro Gontier         |       |       |            |       |       |
| Charvensod             | 2 507      | Ennio Subet           |       |       |            |       |       |
| Châtillon              | 4 946      | Henri Calza           |       |       |            |       |       |
| Cogne                  | 1 439      | Franco Allera         |       |       |            |       |       |
| Donnas                 | 2 601      | Amémdée Follioley     |       |       |            |       |       |
| Doues                  | 477        | Franco Manes          |       |       |            |       |       |
| Émarèse                | 228        | Lucina Grivon         |       |       |            |       |       |
| Étroubles              | 496        | Massimo Tamone        |       |       |            |       |       |
| Fénis                  | 1 766      | Giusto Perron         |       |       |            |       |       |
| Fontainemore           | 449        | Speranza Girod        |       |       |            |       |       |
| Gignod                 | 1 692      | Richard Farcoz        |       |       |            |       |       |
| Gressan                | 3 306      | Michel Martinet       |       |       |            |       |       |
| Gressoney-La-Trinité   | 309        | Alessandro Girod      |       |       |            |       |       |
| Gressoney-Saint-Jean   | 814        | Luigi Chiavenut       |       |       |            |       |       |
| Hône                   | 1 163      | Alex Micheletto       |       |       |            |       |       |
| Introd                 | 632        | Vittorio Anglesio     |       | UV    |            |       |       |
| Issogne                | 1 396      | Battistino Delchoz    |       |       |            |       |       |
| Jovençan               | 758        | Sandro Pepellin       |       |       |            |       |       |
| La Magdeleine          | 111        | Édy Émile Dujany      |       |       |            |       |       |
| La Salle               | 2 071      | Cassien Pascal        |       |       |            |       |       |
| Lillianes              | 465        | Daniel De Giorgis     |       |       |            |       |       |
| Montjovet              | 1 831      | Rinaldo Ghirardi      |       |       |            |       |       |
| Morgex                 | 2 069      | Lorenzo Graziola      |       |       |            |       |       |
| Nus                    | 2 966      | Elida Baravex         |       |       |            |       |       |
| Ollomont               | 158        | Joël Creton           |       |       |            |       |       |
| Oyace                  | 225        | Remo Domaine          |       |       |            |       |       |
| Perloz                 | 453        | Jean-Charles Stévenin |       |       |            |       |       |
| Pollein                | 1 531      | Luca Bianchi          |       |       |            |       |       |
| Pont-Saint-Martin      | 4 005      | Guido Yeuillaz        |       |       |            |       |       |
| Pontboset              | 195        | Ilo Chanoux           |       |       |            |       |       |
| Pontey                 | 821        | Rudy Tillier          |       |       |            |       |       |
| Pré-Saint-Didier       | 1 012      | Alessandra Uva        |       |       |            |       |       |
| Quart                  | 3 872      | Giovanni Barocco      |       |       |            |       |       |
| Rhêmes-Notre-Dame      | 114        | Fulvio Centoz         |       |       |            |       |       |
| Rhêmes-Saint-Georges   | 196        | Laura Cossard         |       |       |            |       |       |
| Roisan                 | 1 042      | Gabriel Diémoz        |       |       |            |       |       |
| Saint-Christophe       | 3 356      | Paolo Cheney          |       |       |            |       |       |
| Saint-Denis            | 382        | Franco Thiébat        |       |       |            |       |       |
| Saint-Marcel           | 1 275      | Robert Crétier        |       |       |            |       |       |
| Saint-Nicolas          | 315        | Davide Sapinet        |       |       |            |       |       |
| Saint-Oyen             | 217        | Natalino Proment      |       |       |            |       |       |
| Saint-Pierre           | 3 112      | Danielle Lale Démoz   |       |       |            |       |       |
| Saint-Rhémy-en-Bosses  | 367        | Conrad Jordan         |       |       |            |       |       |
| Saint-Vincent          | 4 757      | Adalberto Perosino    |       |       |            |       |       |
| Sarre                  | 4 857      | Roberto Vallet        |       |       |            |       |       |
| Torgnon                | 517        | Christine Machet      |       |       |            |       |       |
| Valgrisenche           | 198        | Richard Moret         |       |       |            |       |       |
| Valpelline             | 655        | Claudio Restano       |       |       |            |       |       |
| Valtournenche          | 2 147      | Dominique Chatillard  |       |       |            |       |       |
| Verrayes               | 1 347      | Érik Lavéraz          |       |       |            |       |       |
| Verrès                 | 2 711      | Luigi Mello Satror    |       |       |            |       |       |
| Villeneuve             | 1 236      | Roberta Quattrocchio  |       |       |            |       |       |